# Xã Paint, Quận Holmes, Ohio
Xã Paint (tiếng Anh: Paint Township) là một xã thuộc quận Holmes, tiểu bang Ohio, Hoa Kỳ. Năm 2010, dân số của xã này là 4.134 người.